# Nerine platypetala
Nerine platypetala är en amaryllisväxtart som beskrevs av Mcneil. Nerine platypetala ingår i släktet Nerine och familjen amaryllisväxter. Inga underarter finns listade i Catalogue of Life.